# Fernando de Rojas
Fernando de Rojas (La Puebla de Montalbán, Toledo, c. 1470 - Talavera de la Reina, Toledo, 1541) foi um dramaturgo espanhol, autor de La Celestina.

## Biografia
Nasceu em La Puebla de Montalbán (Toledo), por volta de 1470, no seio de uma família de cristãos-novos que volta a aparecer em processos inquisitoriais posteriores por manter o judaísmo às escondidas da Inquisição. Fernando de Rojas ajudou membros da sua família, denominados marranos e criptojudeus (Anusim na literatura rabínica), afetados pelas perseguições da Inquisição. A sua família foi perseguida e ele próprio aparece como acusado, em documentos, em versos acrónimos, documentos que mostram que foi ele o autor de La celestina.
Estudou direito na Universidade de Salamanca, segundo ele mesmo afirma em La carta del autor a un amigo suyo, que precede o texto da sua obra. Aparece documentado que, por volta de 1496-1497, terá obtido o título de Bacharel em Leis.
Hoje em dia não há dúvida de que seja o autor de La Celestina, que terá escrito com cerca de vinte e cinco anos, pouco mais que o protagonista, Calixto, que tinha 23 anos.  O autor revelou o seu nome e o local de seu nascimento num famoso acróstico, no início da segunda edição (1500). Não se conhece nenhuma outra obra sua.
Sabe-se que se estabeleceu na localidade de Talavera de la Reina, onde alguns autores pensam que tenha sido presidente da câmara e onde se casou. A sua condição de convertido influi no argumento da sua obra, segundo a maioria dos críticos: foi dito que a ausência de uma fé firme justificaria o pessimismo de La Celestina e a falta de esperança patente no seu dramático princípio.
Rojas morreu em 1541 em Talavera de la Reina, entre o dia 3 e o dia 8 de abril. Os seus restos mortais foram enterrados no convento Madre de Deus daquela cidade e, nos anos oitenta do século XX, foram transferidos para a Colegiata de Santa María la Mayor de Talavera. Conserva-se o seu testamento, datado de dia 3 de abril do ano da sua morte, muito detalhado, que foi o deleite dos críticos ao poderem estudar a sua abundante biblioteca. Deixou os livros de Direito para o seu filho, que também foi advogado, e os de literatura profana para sua esposa. No inventário da biblioteca, encontra-se apenas um exemplar da sua obra (quando faleceu haveria, pelo menos, 32 edições da obra) e nenhum da Segunda comedia de La Celestina e da Tercera parte de la tragicomedia de Celestina, publicadas em vida.

## Fernando de Rojas como personagem da novela
O escritor Luis García Jambrina escreveu romances sobre a Salamanca da época, em que Rojas é o protagonista.
- El manuscrito de piedra (2008, Alfaguara), romance
- El manuscrito de nieve (2010, Alfaguara), romance